# Zgromadzenie Narodowe (Afganistan)
Zgromadzenie Narodowe – dwuizbowy parlament Afganistanu, główny organ władzy ustawodawczej w tym kraju. 
Izby:
- Izba Ludowa – 249 członków
- Izba Starszych – 102 członków

Siedzibą Zgromadzenia jest budowany od 2005 przy wsparciu finansowym władz Indii gmach w Kabulu.